# Pangyo (métro de Séoul)
Pangyo (hangeul : 판교 ; hanja : 板橋, sous nommée Pangyo Techno Valley) est une station de correspondance entre la ligne Sin Bundang et la ligne Gyeonggang du métro de Séoul. Elle est située au 160 Pangyoyeok-ro, quartier Baekhyeon-dong, dans l'arrondissement Bundang-gu de la ville Seongnam-si, sur le territoire de la province Gyeonggi-do, au sud-est de Séoul, en Corée du Sud. Elle dessert notamment la Pangyo Techno Valley (en).
La gare d'origine est ouverte en 193O. La station de métro débute son service en 2011 et devient une station de correspondance en 2016. Elle est desservie par les rames de la ligne Sin Bundang et celles de la ligne Gyeonggang.

## Situation sur le réseau

Plan du réseau (2023)

La station Pangyo est une station de correspondance entre la entre la ligne Sin Bundang et la ligne Gyeonggang du métro de Séoul :
sur la ligne Sin Bundang, c'est une station souterraine située entre la station Cheonggyesan, en direction du terminus nord Sinsa, et la station Jeongja, en direction du terminus sud Gwanggyo ;
sur la ligne Gyeonggang, c'est une station souterraine terminus est, située avant la station Samdong en direction du terminus sud-est Yeoju..

## Histoire

### Gare ferroviaire (1911-2008)
La gare d'origine, située au centre de Pangyo-myeon, est ouverte le 1er novembre 1930 sur la ligne Janghang. En 1946, elle devient une gare du réseau national. Après le déplacement de la gare en périphérie, un nouveau bâtiment est mis en chantier en 1984, il est achevé en 1991. En 2006, a lieu l'arrêt du traitement des colis puis de la manutention des marchandises. En 2008, les travaux de redressement de la ligne s'achèvent et nécessite un nouveau changement de bâtiment.

### Station de métro
La station souterraine Pangyo est mise en service le 28 octobre 2011, lors de l'ouverture à l'exploitation des 17,3 km de la première section de la ligne Sin Bundang du métro de Séoul, de Gangnam à Jeongja.
Elle devient une station de correspondance, avec la création de la station souterraine de la ligne Gyeonggang, mise en service le 24 septembre 2016, lors de l'ouverture à l'exploitation des 55 km de la ligne Gyeonggang, dont elle devient le terminus nord.

## Services aux voyageurs

### Accès et accueil
Établie au 160 Pangyoyeok-ro, quartier Baekhyeon-dong, et arrondissement Bundang-gu, la station dispose de quatre bouches, numérotées de 1 à 4. La station est située au deuxième sous-sol. Pour les échanges entre la surface et les deux niveaux en sous-sol elle est équipée d'escaliers, d'escaliers mécaniques et d'ascenseurs. La billetterie dispose d'automates notamment pour les titres de transport et la recharge des cartes.

### Desserte

#### Station de la ligne Sin Bundang
Pangyo, est une station de la ligne Sin Bundang desservie par les rames omnibus qui circulent sur cette ligne avec deux quais latéraux équipés de portes palières.

Installations ligne Sin Bundang
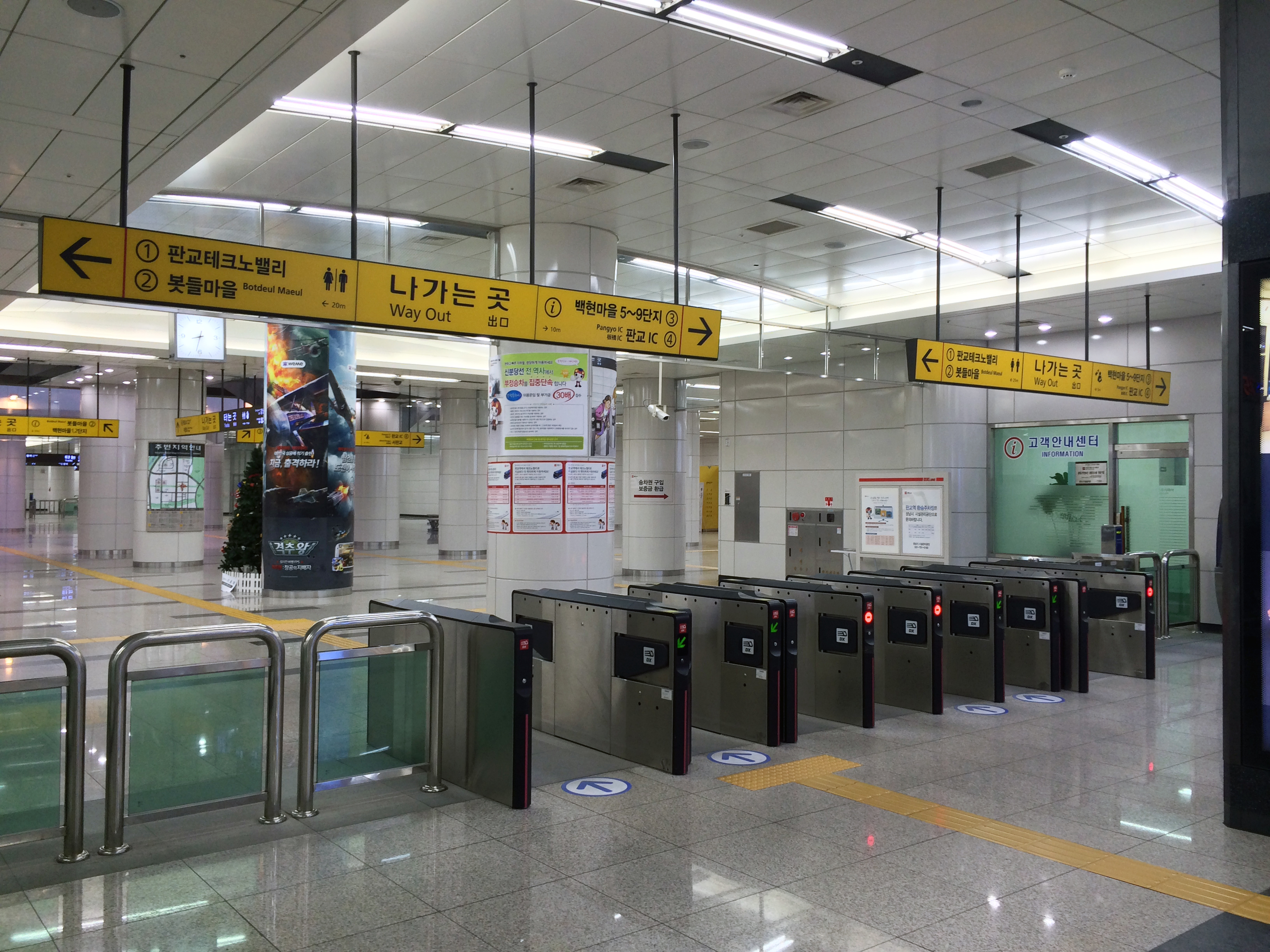
En 2014.
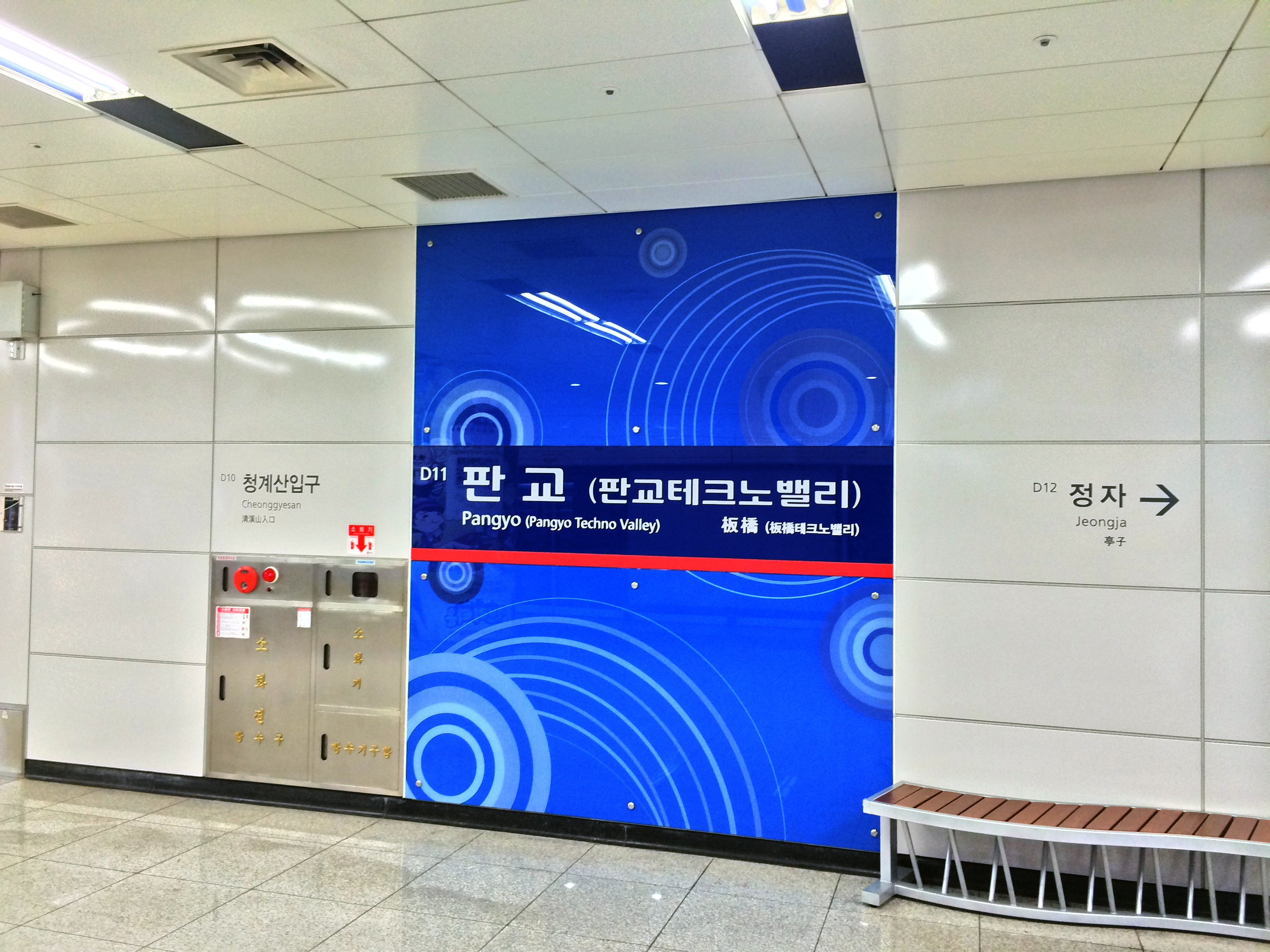
En 2014.
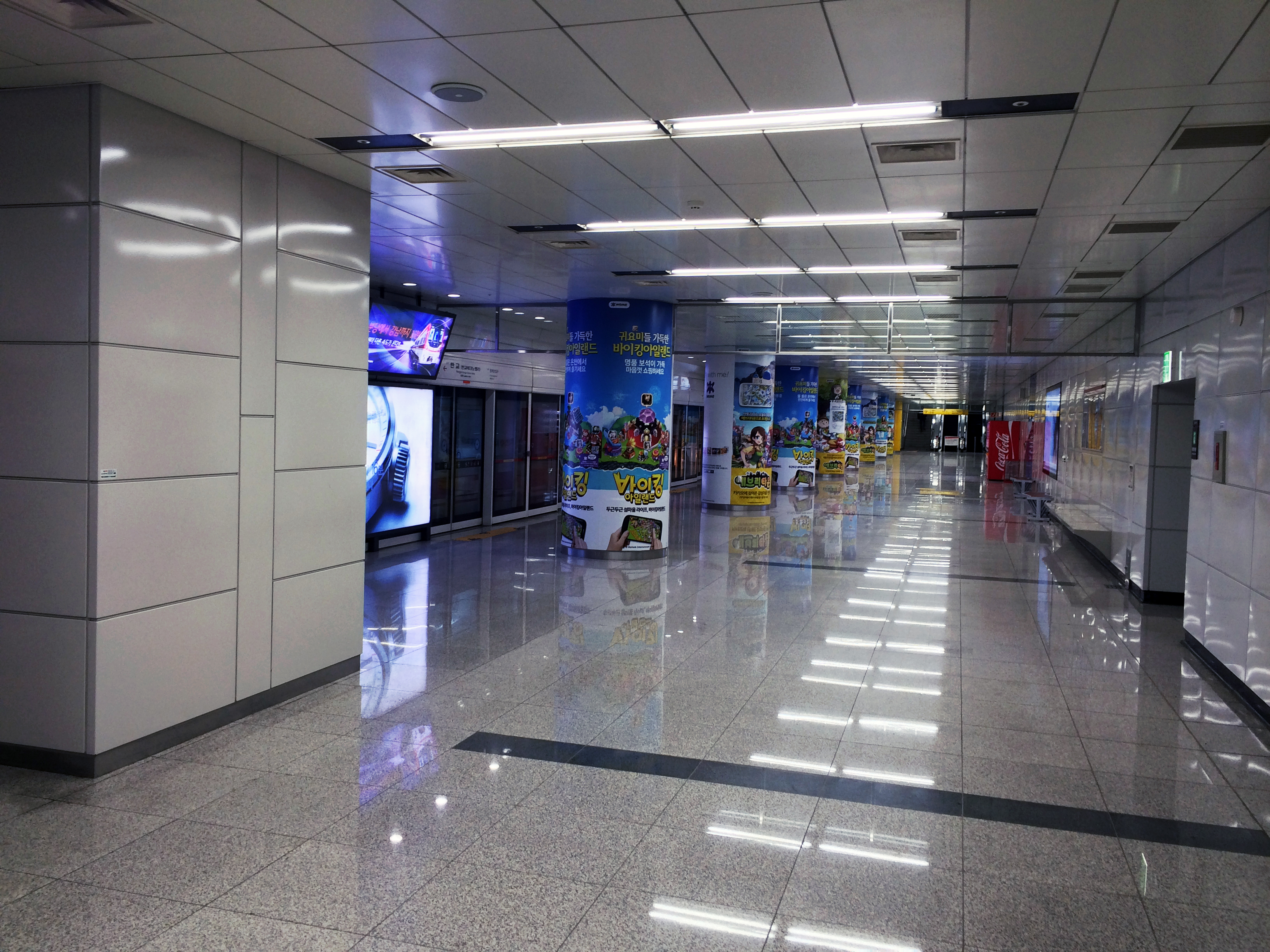
En 2014.

#### Station de la ligne Gyeonggang
Pangyo, est une station de la ligne Gyeonggang, avec deux quais latéraux équipés de portes palières. Elle est desservie par les rames omnibus du métro automatique.

Installations ligne Gyeonggang
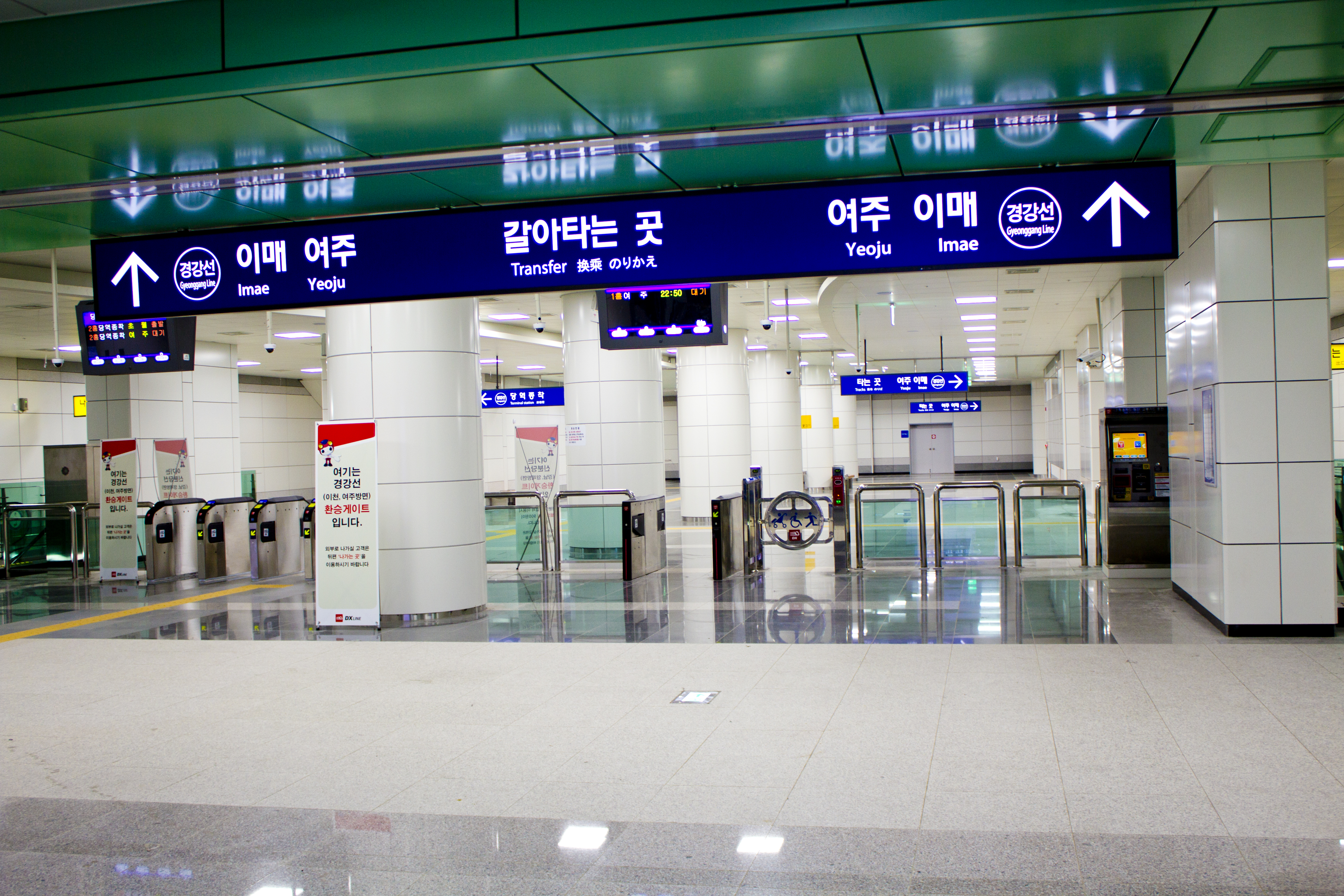
En 2016.
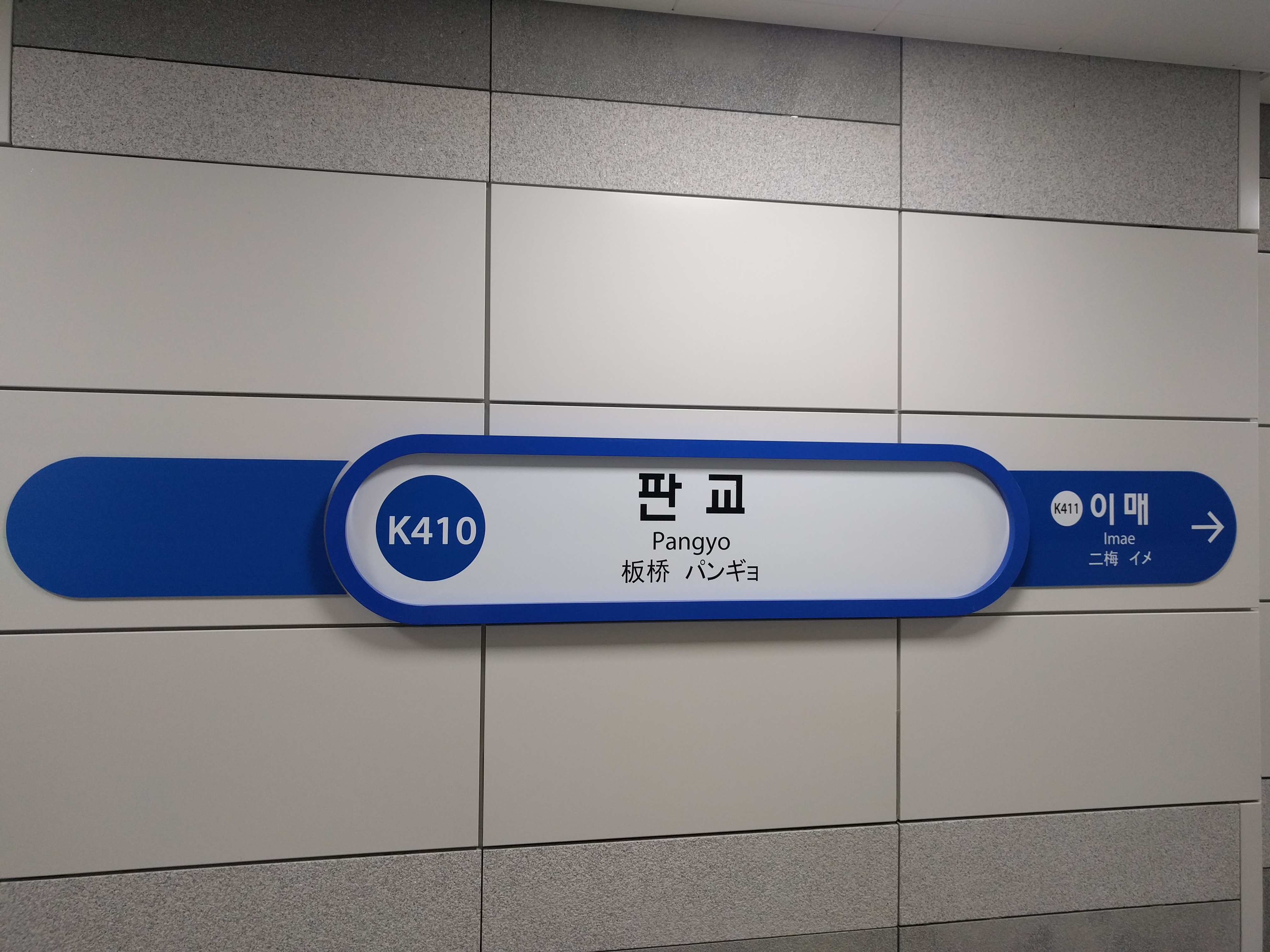
En 2016.
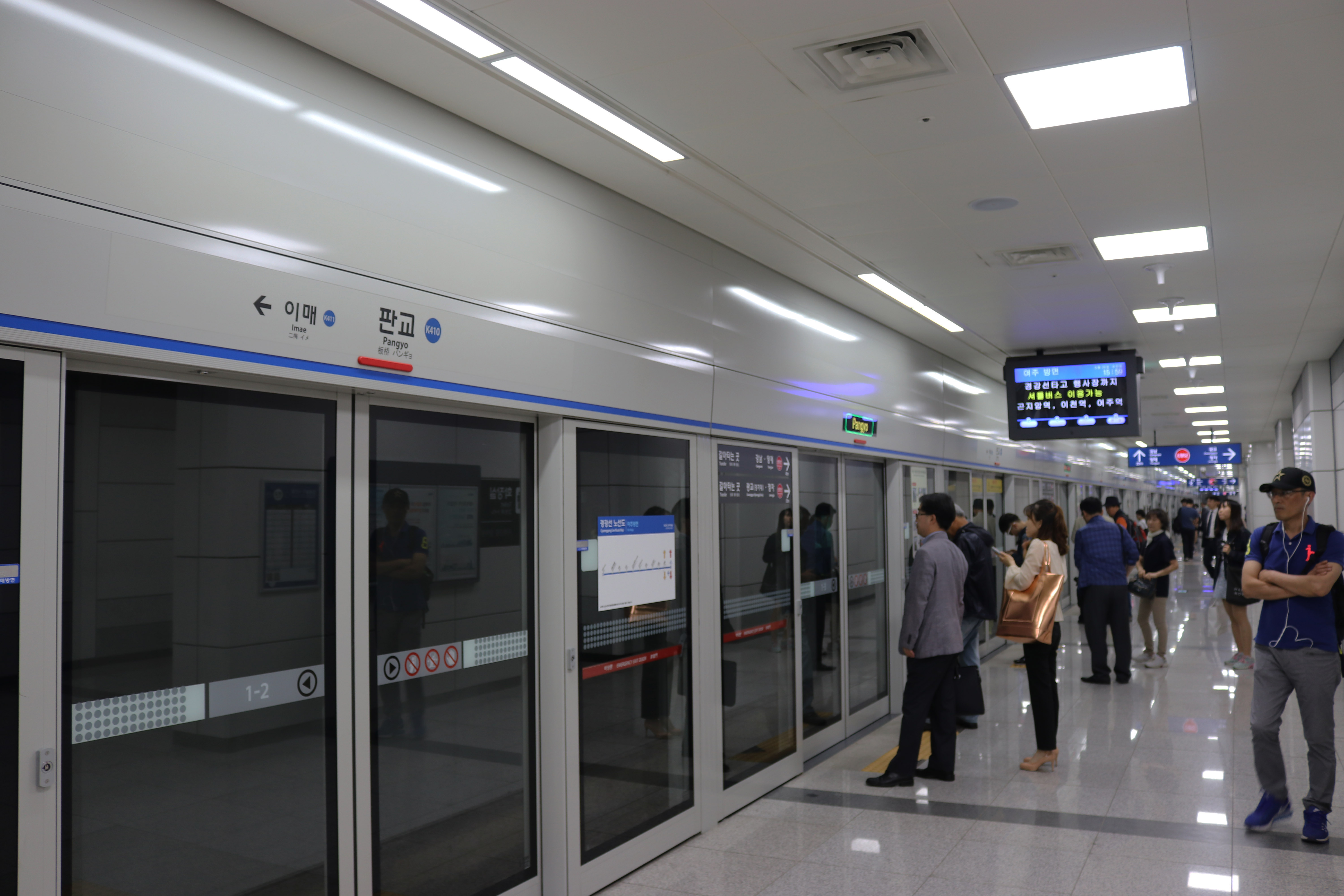
En 2017.

### Intermodalité
Des arrêts de bus sont situés à proximité des bouches du métro.